# Zijde-industrie van Lyon

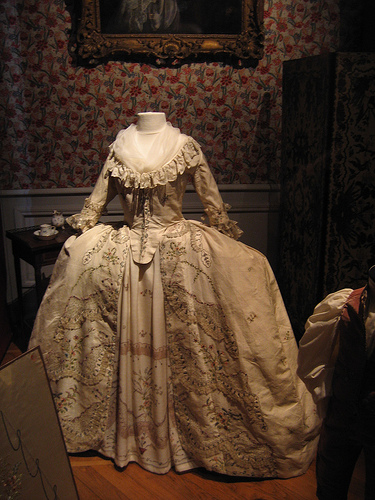
Musée des tissus, Lyon

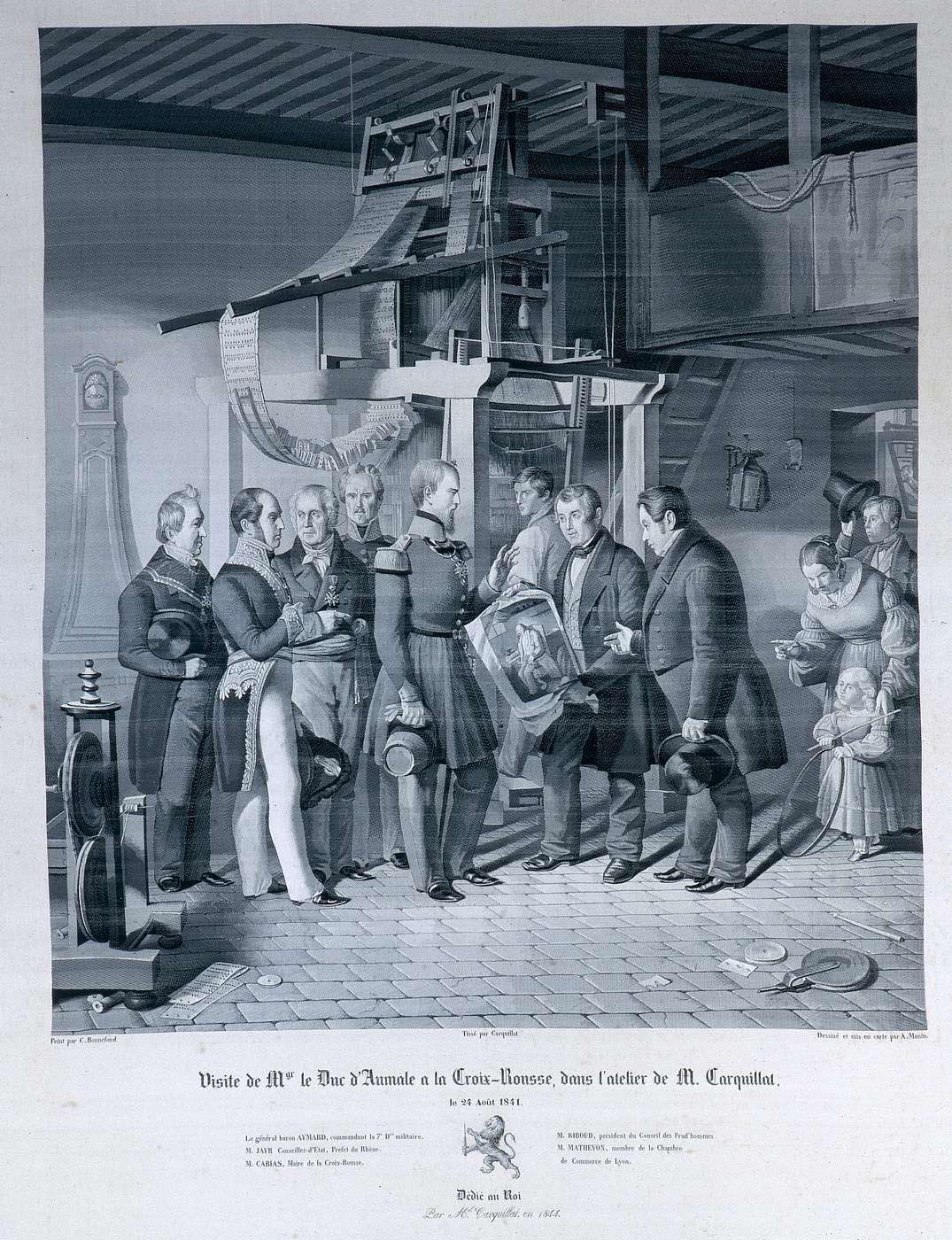
Het zijde-atelier van Carquillat in de wijk La Croix-Rousse

De zijde-industrie was vanaf de renaissance tot de 19e eeuw de belangrijkste economische activiteit van de stad Lyon in Frankrijk.

## Begin
In 1450 verleende koning Karel VII het monopolie van de zijdehandel aan Lyon. Vanaf de 12e eeuw werd er zijde geteeld in Italië en daarna ook in de Provence en Lyon was dus gunstig gelegen. In 1536 gaf koning Frans I toelating voor de oprichting van een manufactuur in Lyon. De eerste zijdewevers waren Piëmontezen omdat dit ambacht nog niet bestond in Frankrijk. Zo ontstonden de eerste ateliers waar zijden stoffen werden gemaakt. Koning Hendrik IV stimuleerde de Franse zijdeproductie door moerbeibomen te laten aanplanten. Door deze economische activiteit groeide de bevolking van Lyon sterk van 30.000 naar 100.000 inwoners in de renaissance.

## Hoogtijd
In de 17e eeuw was er in Lyon een economisch stelsel ontstaan, de Grande Fabrique, dat de beroepen van de zijde-industrie verenigde: zijdewevers (canuts, die thuis werkten in een atelier) en zijdehandelaars (soyeux, die de grondstof aanleverden, orders plaatsten en de zijden stoffen verhandelden). Colbert stelde in 1667 een reglement op dat de verhoudingen tussen beide regelde. Er waren ateliers in de wijken Saint-Jean, Saint-Georges en Presqu'île. De 17e en 18e eeuw waren een periode van voorspoed voor de zijde-industrie in Lyon: er waren zo'n 300 à 400 zijdehandelaars en 40% tot 50% van de beroepsbevolking werkte in de zijde-industrie. Door de technische vaardigheid van de canuts en het talent van de zijdeschilders was de zijde uit Lyon gewild in heel Europa.

## Onrust
Na de Franse Revolutie was er een sterke terugval van de vraag naar zijde vanuit de adel en de clerus en veel zijdewerkers uit Lyon weken noodgedwongen uit naar de Duitse landen en Zwitserland. Onder Napoleon trok de binnenlandse vraag terug aan en er werd ook financiële steun verleend aan de zijde-industrie. Verder werd in 1805 een organisatie opgericht die instond voor de kwaliteitscontrole van de gefabriceerde stoffen (La Condition des soies). Dit had te maken met de Affaire Pernon; Camille Pernon was een van de grootste zijdefabrikanten van Lyon die minderwaardige producten had geleverd voor de aankleding van een paleis van Napoleon.
Vanaf 1815 werd het weefgetouw van Jacquard geïntroduceerd. De zijde-industrie verplaatste zich naar de wijk van La Croix-Rousse waar er meer ruimte was voor hoge en ruime ateliers met veel lichtinval. Door deze nieuwe weefgetouwen waren tot 6 keer minder arbeiders nodig om de zijden stof te weven wat leidde tot werkloosheid en druk op de lonen. Er ontstond sociaal protest van de canuts, met een staking en oproer met 170 doden in 1831, een nieuwe oproer in 1834 met 600 doden en ook een oproer in 1848. Om nieuw massaal protest te voorkomen werden veel ateliers verplaatst buiten Lyon.

## Neergang
Aan het einde van de 19e eeuw en het begin van de 20e eeuw profiteerde de zijde-industrie van Lyon van de opkomst van de Franse haute couture. Verschillende ateliers als Coudurier, Fructus et Descher, Ducharne, Bianchini-Férier trokken gereputeerde kunstenaars aan om tekeningen voor de zijden stoffen te ontwerpen. Maar na 1920 daalde de tewerkstelling in de zijde-industrie steeds meer door de komst van meer performante machines. Ook kwam er minder vraag naar zijde door de introductie van kunstzijde. Anno 2023 waren er nog drie zijde-ateliers actief in Lyon, die producten op bestelling maken. Alle zijde hiervoor wordt ingevoerd uit China of Brazilië.